# Stanovno
Stanovno je naselje v Občini Ormož. Vas se prvič omenja leta 1307 kot Stanuel.